# Suaeda depressa
Suaeda depressa là loài thực vật có hoa thuộc họ Dền. Loài này được (Pursh) S. Watson miêu tả khoa học đầu tiên năm 1871.